# Rally d'Austria
Il Rally d'Austria (nome originale in lingua tedesca  Österreichische Alpenfahrt) è stato un rally valido come prova di tutte e tre le edizioni del Campionato internazionale costruttori (dal 1970 al 1972) e come prova del Campionato del mondo rally 1973.

## Storia
Agli albori del campionato del mondo rally, nei primi anni 1970, le corse erano spesso vinte dai piloti scandinavi, come dimostrano i tre successi consecutivi nel rally, dei piloti svedesi nelle prime tre edizioni del Campionato internazionale costruttori.

## Albo d'oro
| Anno | Denominazione                          | Pilota                                     | Vettura                                    | Validità                              |
| ---- | -------------------------------------- | ------------------------------------------ | ------------------------------------------ | ------------------------------------- |
| 1910 | 1° Österreichische Alpenfahrt          | Alexander von Kolowrat-Krakowsky           | Laurin & Klement                           |                                       |
| 1911 | 2° Österreichische Alpenfahrt          | Eduard Fischer                             | Austro-Daimler                             |                                       |
| 1912 | 3° Österreichische Alpenfahrt          | Hermann Lange                              | Audi                                       |                                       |
| 1913 | 4° Österreichische Alpenfahrt          | Curt Cornelius Friese                      | Rolls Royce                                |                                       |
| 1914 | 5° Österreichische Alpenfahrt          | Giovanni Marcellino                        | Fiat                                       |                                       |
| 1923 | 6° Gesellschafts-Alpenfahrt            | Rudolf Kinsky                              | Steyr 3.3                                  |                                       |
| 1925 | 7° Österreichische Alpenfahrt          | Heinrich Schönfeldt Graf                   | Steyr VII                                  |                                       |
| 1928 | 8° Alpenländische Kartellfahrt         | Josef Sigl                                 | Gräf & Stift 78 litre                      |                                       |
| 1930 | 9° Fahrt um den Österr. Alpenpokal     | Desiderius von Bitzy                       | Austro-Daimler                             |                                       |
| 1933 | 10° Fahrt um den Österr. Alpenpokal    | La classifica era per team, non per piloti | La classifica era per team, non per piloti |                                       |
| 1934 | 11° Fahrt durch die Österr. Alpen      | La classifica era per team, non per piloti | La classifica era per team, non per piloti |                                       |
| 1934 | 12° Österreichische Höhenstrassenfahrt | Ernst Rausch                               | Steyr 100                                  |                                       |
| 1935 | 13° Österreichische Höhenstrassenfahrt |                                            |                                            |                                       |
| 1937 | 14° Österreichische Alpenfahrt         | Fritz von Hanstein                         | Hanomag                                    |                                       |
| 1949 | Int. Österreichische Alpenfahrt 1949   | Karel Vrdlovec                             | Tatra                                      |                                       |
| 1950 | Int. Österreichische Alpenfahrt 1950   | Karl Hirsch                                | Lancia Aprilia                             |                                       |
| 1951 | 22° Int. Österreichische Alpenfahrt    | Rudolf Smoliner                            | Lancia Aprilia                             |                                       |
| 1952 | 23° Int. Österreichische Alpenfahrt    |                                            |                                            |                                       |
| 1953 | 24° Int. Österreichische Alpenfahrt    | Hubert Brand                               | DKW F89                                    |                                       |
| 1954 | 25° Int. Österreichische Alpenfahrt    | Wolfgang Denzel                            | Denzel 1300                                |                                       |
| 1955 | 26° Int. Österreichische Alpenfahrt    | Karl Hirsch                                | DKW F91                                    |                                       |
| 1956 | 27° Int. Österreichische Alpenfahrt    |                                            |                                            |                                       |
| 1957 | 28° Int. Österreichische Alpenfahrt    |                                            |                                            |                                       |
| 1958 | 29° Int. Österreichische Alpenfahrt    |                                            |                                            |                                       |
| 1959 | 30° Int. Österreichische Alpenfahrt    |                                            |                                            |                                       |
| 1960 | 31° Int. Österreichische Alpenfahrt    | Ferdinand Mitterbauer                      | NSU Prinz                                  | ERC                                   |
| 1961 | 32° Int. Österreichische Alpenfahrt    | Rudolf Trefs                               | Porsche 356 Carrera                        |                                       |
| 1962 | 33° Int. Österreichische Alpenfahrt    | Johannes Ortner                            | Steyr Puch 500                             |                                       |
| 1963 | 34° Int. Österreichische Alpenfahrt    |                                            |                                            |                                       |
| 1964 | 35° Int. Österreichische Alpenfahrt    | Paddy Hopkirk                              | Austin-Healey 3000                         | ERC                                   |
| 1965 | 36° Int. Österreichische Alpenfahrt    | Arnulf Pilhatsch                           | BMW 1800 TISA                              | Campionato rally austriaco            |
| 1966 | 37° Int. Österreichische Alpenfahrt    | Paddy Hopkirk                              | Morris Mini Cooper S                       | ERC                                   |
| 1967 | 38° Int. Österreichische Alpenfahrt    | Sobiesław Zasada                           | Porsche 911 S 2.0                          | ERC                                   |
| 1968 | 39° Int. Österreichische Alpenfahrt    | Bengt Söderström                           | Ford Escort Twin Cam                       | ERC                                   |
| 1969 | 40° Int. Österreichische Alpenfahrt    | Hannu Mikkola                              | Ford Escort Twin Cam                       | ERC                                   |
| 1970 | 41° Int. Österreichische Alpenfahrt    | Björn Waldegård                            | Porsche 911 S                              | Campionato internazionale costruttori |
| 1971 | 42° Int. Österreichische Alpenfahrt    | Ove Andersson                              | Alpine-Renault A110 1600                   | Campionato internazionale costruttori |
| 1972 | 43° Int. Österreichische Alpenfahrt    | Håkan Lindberg                             | Fiat 124 Abarth Rally                      | Campionato internazionale costruttori |
| 1973 | 44° Int. Österreichische Alpenfahrt    | Achim Warmbold                             | BMW 2002 TII                               | Campionato del mondo rally            |